# Estación de Ponthierry - Pringy
La estación de Ponthierry - Pringy es una estación ferroviaria francesa de la línea de Corbeil-Essonnes a Montereau, ubicada en el municipio de Saint-Fargeau-Ponthierry, en el departamento de Seine-et-Marne en la región Isla de Francia.
Abierta en 1897 por la Compañía de los ferrocarriles de París a Lyon y al Mediterráneo, es hoy una estación de la SNCF que forma parte de la línea D del RER.

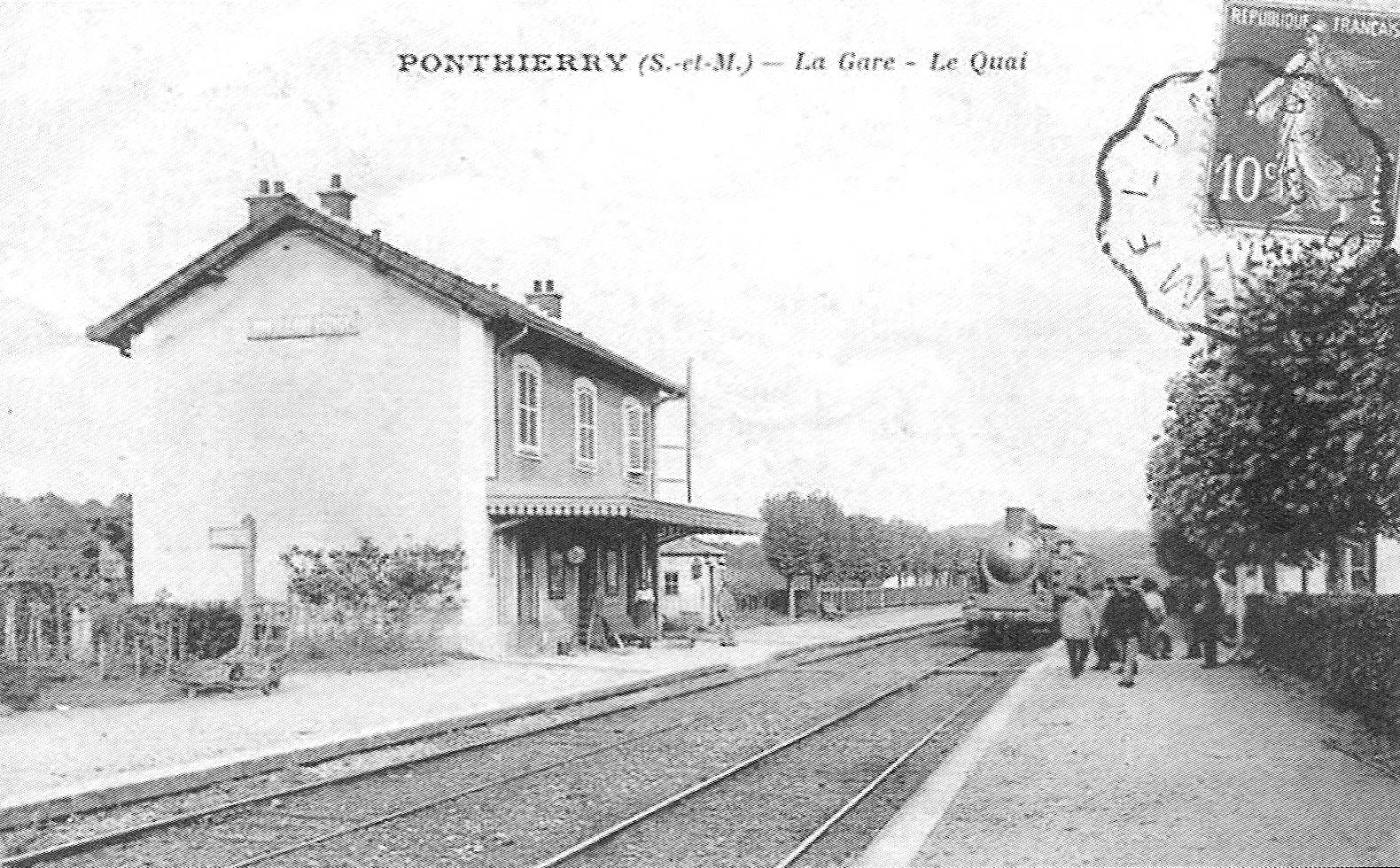
Vista del interior de la estación al principio del.

En 2014, según las estimaciones de la SNCF, el uso anual de la estación es de 351 000 viajeros.

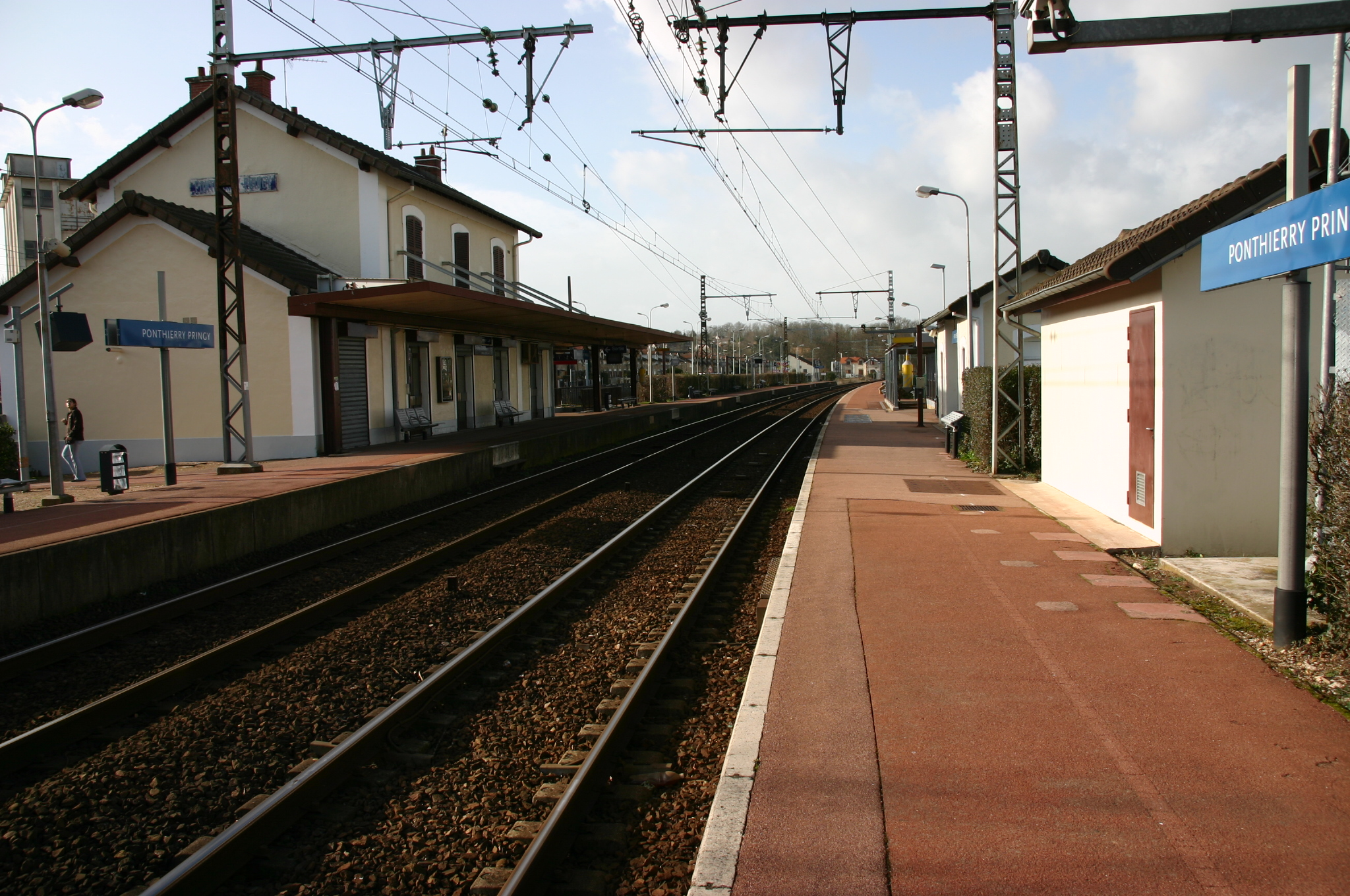
A izquierda, la vía 2 en dirección de Corbeil-Essonnes ; a derecha, la vía 1 en dirección de Melun.